# Provincia de Kaga
La provincia de Kaga (加賀国 Kaga no kuni) era una antigua provincia en el área de la Prefectura de Ishikawa, en la isla de Honshū. A veces se llamaba Kashū (加州).

## Historia
En el período Meiji, las provincias de Japón se convirtieron en prefecturas. Los mapas de Japón y la provincia de Kaga fueron reformados en la década de 1870.

## Santuarios y templos
Shirayamahime jinja era el principal santuario sintoísta (ichinomiya) de Kaga.

## Otros sitios web
- Wikimedia Commons alberga una categoría multimedia sobre Provincia de Kaga.
- Mapa de las provincias de Murdoch, 1903

- Datos: Q907469
- Multimedia: Kaga Province / Q907469